# آل فنده ویه
آل فنده ویه (به انگلیسی: Al Vande Weghe) (زادهٔ ۲۸ ژوئیهٔ ۱۹۱۶) شناگر اهل ایالات متحده آمریکا است.